# Mistrzostwa Afryki U-20 w Piłce Ręcznej Mężczyzn 1980
Mistrzostwa Afryki U-20 w Piłce Ręcznej Mężczyzn 1980 – pierwsze mistrzostwa Afryki U-20 w piłce ręcznej mężczyzn, oficjalny międzynarodowy turniej piłki ręcznej o randze mistrzostw kontynentu organizowany przez CAHB mający na celu wyłonienie najlepszej złożonej z zawodników do lat dwudziestu męskiej reprezentacji narodowej w Afryce. Odbył się wraz z mistrzostwami U-19 kobiet w 1980 roku w Lagos. Mistrzostwa były jednocześnie eliminacjami do MŚ 1981.

## Klasyfikacja końcowa
| Miejsce | Reprezentacja | Uwagi          |
| ------- | ------------- | -------------- |
| złoto   | Nigeria U-20  | awans: MŚ 1981 |
| srebro  | Tunezja U-20  | –              |
| brąz    | Egipt U-20    | –              |